# Tønder (slægt)
Navnet Tønder føres af flere norske borgerlige familier, af hvilke en særlig til militæretaterne knyttet slægt føres tilbage til borger i Tønder Niels Mortensen (1550-1602), hvis søn Christopher Nielsen Tønder (1587-1656) kom til Norge og var fader til stiftsprovst i Trondhjem, magister Ole Christophersen Tønder (1633-1684) og til amtmand i Nordlands Amt Peder Tønder (1641-1694); en tredje søn var formentlig præsident Anders Christophersen Tønder (død 1696), der var fader til løjtnant Raphael Andersen Tønder (død 1700), hvis sønner var oberstløjtnant Hans Peter Tønder (død 1760) og oberst Henrik Andreas Tønder (1696-1773), hvis søn, kontreadmiral Raphael Henrich Tønder (1740-1814) var fader til litteraten Jens Peter Tønder (1773-1836) og til Marie Elisabeth (Betzy) Tønder (1770-1815), gift med kontreadmiral Hans Christian Sneedorff (1759-1824). 
Kaptajn Jørgen Andresen Tønder (død 1699) — der antagelig var broder til ovennævnte løjtnant Raphael Andersen Tønder (død 1700) — var fader til viceadmiral Michael Christian Ludvig Ferdinand Tønder (1692-1755), der udmærkede sig ved slaget i Dynekilen 1716, og til kaptajn Frantz Wilhelm Tønder (død 1738), hvis søn var kontreadmiral Claus Frandsen Tønder (1737-1819).
Ebbe Carsten Tønder (1726-1785) var fader til stabskirurg Nicolaus (Niels) Tønder (1764-1832), som var fader til overauditør, cand.jur., etatsråd Arnold Nicolai Caspar Tønder (1796-1869). Han var fader til oberst og kammerherre Ebbe Holger Valdemar Tønder (1836-1921).